# Trophée des champions 2016
Navigation
Montréal 2015 Tanger 2017
Le Trophée des champions 2016 est la 40e édition du Trophée des champions et s'est déroulée en Autriche le 6 août 2016, dans le Wörthersee Stadion situé à Klagenfurt. Il s'agit de la huitième édition consécutive disputée hors de France.
Les règles du match sont les suivantes : la durée de la rencontre est de 90 minutes puis en cas de match nul, une séance de tirs au but est réalisée pour départager les équipes. Trois remplacements sont autorisés pour chaque équipe.
Si le transport et l'hébergement des équipes et de la délégation de la Ligue de football professionnel sont à la charge du pays hôte, les recettes du stade lui sont par contre reversées.
Le match ne s'est joué que devant 10 000 personnes, un tiers de la capacité du stade. Des problèmes de billetterie ainsi que des tarifs trop élevés (les places premiers prix valaient 38 €) sont pointés du doigt,.
Le vainqueur est le Paris Saint-Germain avec une large victoire 4-1

## Feuille de match
| Finale du Trophée des Champions 2016 | Paris Saint-Germain                                 | 4 - 1                                                                  | Olympique lyonnais              | Wörthersee Stadion, Klagenfurt, Autriche          |                                                   |
| 6 août 2016 20 h 45 CEST             | Pastore 9e · Lucas 20e · Ben Arfa 35e · Kurzawa 54e | (3 - 0)                                                                | 87e Tolisso                     | Spectateurs : 10 120 Arbitrage : Alexander Harkam | Spectateurs : 10 120 Arbitrage : Alexander Harkam |
| 6 août 2016 20 h 45 CEST             |                                                     | « Rapport »(Archive.org • Wikiwix • Archive.is • Google • Que faire ?) | Yanga-Mbiwa 30e · Lacazette 36e | Spectateurs : 10 120 Arbitrage : Alexander Harkam | Spectateurs : 10 120 Arbitrage : Alexander Harkam |

| Paris Saint-Germain | Lyon |

| Gardien de but | 1  | Kevin Trapp         |  |     |
| DD             | 19 | Serge Aurier        |  |     |
| DC             | 32 | David Luiz          |  | 76e |
| DC             | 3  | Presnel Kimpembe    |  |     |
| DG             | 20 | Layvin Kurzawa      |  | 76e |
| MDF            | 4  | Benjamin Stambouli  |  |     |
| MDF            | 8  | Thiago Motta        |  |     |
| MOD            | 7  | Lucas               |  |     |
| MOC            | 10 | Javier Pastore      |  |     |
| MOG            | 11 | Ángel Di María      |  | 67e |
| AT             | 21 | Hatem Ben Arfa      |  |     |
| Remplaçants :  |    |                     |  |     |
| Gardien de but | 16 | Alphonse Areola     |  |     |
| DD             | 12 | Thomas Meunier      |  | 76e |
| DG             | 17 | Maxwell             |  | 76e |
| MC             | 6  | Marco Verratti      |  | 67e |
| MC             | 14 | Blaise Matuidi      |  |     |
| AT             | 29 | Jean-Kévin Augustin |  |     |
| AT             | 36 | Jonathan Ikoné      |  |     |
| Entraîneur :   |    |                     |  |     |
| Unai Emery     |    |                     |  |     |

| Gardien de but | 1  | Anthony Lopes       |     |     |
| DD             | 20 | Rafael              |     | 65e |
| DC             | 2  | Mapou Yanga-Mbiwa   | 30e |     |
| DC             | 3  | Nicolas Nkoulou     |     |     |
| DG             | 15 | Jérémy Morel        |     |     |
| MCD            | 14 | Sergi Darder        |     | 76e |
| MC             | 21 | Maxime Gonalons     |     |     |
| MCG            | 8  | Corentin Tolisso    |     |     |
| ATD            | 18 | Nabil Fekir         |     |     |
| AT             | 10 | Alexandre Lacazette | 36e | 46e |
| ATG            | 27 | Maxwel Cornet       |     |     |
| Remplaçants :  |    |                     |     |     |
| Gardien de but | 30 | Mathieu Gorgelin    |     |     |
| DC             | 5  | Mouctar Diakhaby    |     |     |
| DD             | 13 | Christophe Jallet   |     | 65e |
| MC             | 7  | Clément Grenier     |     |     |
| MC             | 12 | Jordan Ferri        |     | 76e |
| MC             | 25 | Houssem Aouar       |     |     |
| MO             | 28 | Mathieu Valbuena    |     | 46e |
| Entraîneur :   |    |                     |     |     |
| Bruno Génésio  |    |                     |     |     |

| Assistants : Andreas Staudinger Andreas Witschnigg Quatrième arbitre : Julian Weinberger Homme du match : Ángel Di María |